# Сад богів (Колорадо)
Сад богів (англ. Garden of the Gods) — публічний парк в Колорадо-Спрінгз, штат Колорадо, США. Входить до природоохоронних територій Міжнародного союзу охорони природи (Категорія III, пам'ятка природи).

## Виникнення парку
Назва парку сходить до подій серпня 1859 року, коли два картографи обстежили місцевість у зв'язку із заснуванням довколишнього Колорадо-Сіті. Один з них визнав місце відповідним для пивної плантації (яка так і не виникла згодом), тоді як другий запропонував назвати його Садом богів.
Вхід в парк безкоштовний згідно із заповітом Чарлза Еліота Перкінса, чиї діти подарували землю парку місту Колорадо-Спрінгз в 1909 році.